# Johan Eichfeld
Johan Hansowitsch Eichfeld (russisch Иоган Гансович Эйхфельд; * 13. Januarjul. / 25. Januar 1893greg. in Weißenstein; † 20. April 1989 in Tallinn) war ein estnisch-sowjetischer Agrarwissenschaftler und Pflanzenzüchter.

## Leben
Eichfeld studierte am Petrograder Landwirtschaftsinstitut mit Abschluss 1920. 1923 wurde er Assistent des Allrussischen Instituts für Angewandte Botanik. Er begann seine wissenschaftliche Arbeit unter der Leitung  Nikolai Iwanowitsch Wawilows. 1924 ging er in den Norden und organisierte und leitete die landwirtschaftliche Versuchsstation Chibiny in der Nähe von Apatity an den Chibinen. 1930 wurde er nach der Reorganisation der Versuchsstation Direktor der Polarabteilung und dann auch der Polarversuchsstation des neuen Leningrader Allrussischen Instituts für Ackerbau (WIR). 1935 wurde er Mitglied der Sowjetischen Akademie für Landwirtschaftswissenschaften (WASChNIL). Er war ein Anhänger Trofim Denissowitsch Lyssenkos. 1940 wurde er Direktor des WIR (bis 1951). Eichfelds Arbeitsschwerpunkt war die Förderung der Landwirtschaft in der Region nördlich des nördlichen Polarkreises. Dazu gehörten die Melioration der Böden und die Verbesserung der Agrotechnik. Er wurde Autor einiger frühreifender Sorten von Stammkulturen für den Norden. Er war Doktor der landwirtschaftlichen Wissenschaften.
1946 wurde Eichfeld Mitglied der Akademie der Wissenschaften der Estnischen Sozialistischen Sowjetrepublik (AN-ESSR). 1950 wurde er als Nachfolger von Hans Kruus Präsident der AN-ESSR und blieb es bis 1968, als ihm Arnold Veimer nachfolgte. 1953 wurde er zum Korrespondierenden Mitglied der Akademie der Wissenschaften der UdSSR gewählt.
1958–1961 war Eichfeld Vizevorsitzender des Präsidiums des Obersten Sowjets und Vorsitzender des Präsidiums des Obersten Sowjets der Estnischen Sozialistischen Sowjetrepublik (ESSR) als Nachfolger August Jakobsons. Ihm folgte Aleksei Müürisepp nach. 1961 wurde Eichfeld Mitglied der KPdSU. Er war Abgeordneter beim XXII. Parteitag der KPdSU 1961 und Abgeordneter im Obersten Sowjet der UdSSR (1954–1970). 1964 wurde er Vizepräsident der WASChNIL.

## Ehrungen, Preise
- Leninorden (1935, 1949, 1950, 1954, 1958, 1963)
- Stalinpreis I. Klasse (1942) für Arbeiten zur Theorie und Praxis der Landwirtschaft in der Nordregion der UdSSR[1]
- Medaille „Für heldenmütige Arbeit im Großen Vaterländischen Krieg 1941–1945“
- Orden des Roten Banners der Arbeit (1945, 1953)
- Held der sozialistischen Arbeit (1963)[1]
- Ehrenzeichen der Sowjetunion (1965, 1975)
- Jubiläumsmedaille „Zum Gedenken an den 100. Geburtstag von Wladimir Iljitsch Lenin“
- Orden der Oktoberrevolution (1973)
- Orden der Völkerfreundschaft (1983)